# Luciano Benevene
Luciano Benevene (Torino, 24 luglio 1925 – Melbourne, 7 agosto 2002) è stato un cantante italiano.

## Biografia

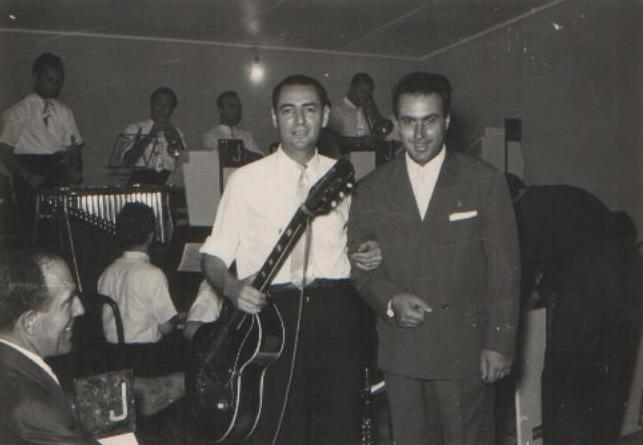
Luciano Benevene e il chitarrista Pino Rucher

Dopo aver lavorato come tipografo, ancora giovanissimo inizia a prendere lezioni di pianoforte e canto dal maestro Carlo Prato, che lo sceglie insieme ad altri sette uomini per formare i Radio Boys.

Gigi Beccaria, Renata Zanoni, il Duo Fasano e Luciano Benevene nel 1949

Ma nel 1949 Cinico Angelini sente la sua voce baritonale e lo fa entrare nella sua orchestra, nella quale interpreta numerosi brani in coppia con Nilla Pizzi (con cui ha anche una relazione sentimentale), come Bongo Bongo Bongo  ed Avanti e indrè.
Dopo un trasferimento a Roma, nel quale lavora con l'orchestra di Armando Fragna, nel 1959 forma un'orchestra e comincia a girare il mondo, spingendosi con successo sin nei paesi dell'Estremo Oriente, ma in Grecia incappa in una disavventura giudiziaria, dalla quale viene poi pienamente assolto e decide di stabilirsi in Australia.
Muore a Melbourne nel 2002.
Tra i suoi altri grandi successi, si ricordano: Dormi e sognami, Lily bolero (Laroo laroo), Estasi d'amore (My foolish heart) e Settembre (September song).
Il 28 ottobre 2008 esce sugli scaffali dei più importanti negozi di videogiochi Fall-out 3 dove all'interno della soundtrack è presente la canzone Civilization (Bob Hilliard and Carl Sigman song) interpretata da Luciano Benevene in lingua inglese.